# Júlia ist
Júlia ist es una película dramática española estrenada en 2017. Dirigida por Elena Martín e interpretada por Elena Martín, Oriol Puig, Rémi Pràdere y Laura Weissmahr, la cinta recorre un año de la vida de Júlia, una joven estudiante catalana que realiza una estancia universitaria Erasmus en Berlín (Alemania).

## Sinopsis
Júlia es una estudiante de arquitectura que decide irse de Erasmus a Berlín, marchándose por primera vez de casa y en un momento en el que su relación con Jordi pasa por un mal momento. La ciudad, fría y gris, le da una bienvenida más gélida de la que se esperaba, y confronta sus expectativas con la realidad: su situación parece estar muy lejos de aquella nueva vida que imaginaba desde las aulas de la universidad de Barcelona. 
Pronto, es capaz de cambiar de apartamento y acercarse a un grupo de estudiantes enamorados de las ideas de Niemeyer. La protagonista es capaz de superar las barreras y se suma a una manera de ver la vida desconocida hasta el momento. 

## Reparto
La película está interpretada por:
- Elena Martín
- Oriol Puig
- Rémi Pràdere
- Laura Weissmahr
- Jakob D'Aprile
- Carla Linares
- Anna Sabaté
- Paula Knüpling
- Gerd-Otto Forstreuter
- Thiago Tambellini
- Pau Balaguer
- Jonathan Hamann
- Anna Repschläger
- Max Grosse Majench

## Premios y nominaciones
Júlia ist participó en el Festival Internacional de Cine de Málaga de 2017 y se hizo con tres premios dentro de la Sección Zonacine: con la Biznaga de Plata a la mejor película y a la mejor dirección, además del premio Movistar+.